# Cherry Valley, Illinois
Cherry Valley är en ort i Winnebago County i delstaten  Illinois, USA.